# باشگاه فوتبال سارابوری
باشگاه فوتبال سارابوری (به تایلندی: สโมสรฟุตบอลสระบุรี‌) یک باشگاه فوتبال واقع در سارابوری در کشور تایلند می‌باشد که در لیگ دسته اول فوتبال تایلند بازی می‌کند.